# Ana Roque de Duprey
Ana Roque de Duprey auch bekannt als Flor del Valle (* 18. April 1853 in Aguadilla, Puerto Rico; † 1933 in Río Piedras, Puerto Rico) war eine puerto-ricanische Schriftstellerin, Pädagogin und Frauenrechtlerin. Sie war eine der Gründerinnen der Universität von Puerto Rico.

## Leben und Werk
Roqué wurde als Ana Roqué Geigel in Puerto Rico, geboren. Ihre Mutter, eine Lehrerin, brachte ihr im Alter von drei Jahren das Schreiben bei. Nachdem ihre Mutter gestorben war, schickte ihr Vater sie im Alter von sieben Jahren auf eine Privatschule, die sie mit neun Jahren abschloss. Roqué studierte dann zu Hause Botanik, Zoologie, Astronomie, Geologie und Meteorologie. 1864 im Alter von elf Jahren war sie die jüngste Lehrerassistentin in Puerto Rico. 1866 gründete sie im Alter von 13 Jahren eine Schule in ihrem Haus. Sie schrieb für ihren Unterricht ein Geographie-Lehrbuch, welches vom Bildungsministerium von Puerto Rico übernommen und zu einem Nachschlagewerk für lokale Schulen wurde. Sie beantragte ihre Lehrerlizenz und bestand die Prüfungen.
1872 heiratete sie den Gutsbesitzer und Sklavenhalter Luis Duprey. Als Bedingung für ihre Heirat verlangte Roqué, dass sie die versklavten Personen erziehen durfte. Die Sklaverei wurde in Puerto Rico im folgenden Jahr abgeschafft. Sie bekam mit Duprey fünf Kinder, von denen jedoch nur drei das Erwachsenenalter erreichten. Die Familie zog 1878 in die Hauptstadt San Juan, wo sie als erste Frau das puerto-ricanische Athenäum betreten durfte, eine Kultureinrichtung, die sich der puerto-ricanischen Kunst, Musik und Literatur widmete. Sie wurde in San Juan als erste Frau Mitglied der öffentlichen Bibliothek. 1880 starb ihr Mann.
1884 nahm sie einen Lehrauftrag in Arecibo an und studierte am Landesinstitut, wo sie ihren Bachelor in Philosophie und Naturwissenschaften erwarb.

## Literarische Tätigkeit
1893 gründete sie die Zeitung La Mujer, die erste Publikation auf der Insel, die speziell für Frauen konzipiert wurde. Sie schrieb auch für die Zeitungen El Mundo, El Buscapie, El Imparcial und veröffentlichte mehrere Bücher. Sie gründete sowohl für Frauen als auch für ein allgemeines Publikum weitere Publikationen, wie 1902 La Evolucion, 1907 La Mujer del Sigio XX, 1918 Album Puertorrigueño und 1920 Heraldo de la Mujer.
Neben Artikeln schrieb Roqué mehrere Bücher, sowohl Belletristik als auch Sachbücher. Dazu gehörten: Sara, La Obrera und Luz y Sombra. Ihr Buch Puerto Rican Flora wurde von der Fourth Century Christian Civilization Organization ausgezeichnet.
In den frühen 1900er Jahren begann Roqué auch mit der Arbeit an der Studie Botánica Antillana, eine der umfassendsten Studien über die karibische Flora des frühen 20. Jahrhunderts. In über 30 Notizbüchern dokumentierte sie mehr als 6.000 Bäume und Pflanzen mit ihren eigenen Farbillustrationen und Notizen, die die medizinischen und landwirtschaftlichen Eigenschaften jedes Exemplars einem Laien zugänglich machen sollten.

## Gründerin des Campus Mayagüez der Universität von Puerto Rico
Währenddessen unterrichtete sie weiter als Erzieherin und wurde 1899 zur Direktorin der Normal School of San Juan ernannt. Sie unterrichtete in den Jahren nach der US-Invasion 189 Englisch, damit ihre Schüler leichter mit amerikanischen Beamten kommunizieren konnten. Bis 1902 hatte sie eine Lehrerakademie, ein Gymnasium für Mädchen (Liceo Ponceño) und das College of Mayagüez gegründet. Das College wurde schließlich Teil der Universität von Puerto Rico, die Roqué auch mitbegründete.

## Einsatz für das Frauenwahlrecht
1917 gründeten Roqué und andere Frauen die Liga Femínea Puertorriqueña, die erste feministische Organisation in Puerto Rico, die sich für das Frauenwahlrecht einsetzte. 1921 änderte die Organisation ihren Namen in La Liga Social Sufragista. Bis 1924 hatten sich die Frauen wegen politischer Differenzen gespalten und 1925 gründeten Roqué und Isabel Andreu de Aguilar die Asociación Puertorriqueña de Mujeres Sufragistas. Diese Gruppe setzte sich erfolgreich für das Wahlrecht für gebildete Frauen ein, was 1929 erreicht wurde. 1935 durften in Puerto Rico alle Frauen im wahlfähigen Alter wählen.
Roqué starb 1933 im Alter von 80 Jahren in Río Piedra.

## Ehrungen
- Roque wurde zum Ehrenmitglied der Pariser Gesellschaft der Astronomen ernannt.[2]
- Sie wurde 1926 zur Ehrenpräsidentin der puerto-ricanischen Liberalen Partei ernannt.
- 1932 verlieh ihr die Universität von Puerto Rico die Ehrendoktorwürde.
- Eine Schule in Humacao[3] und eine Straße in San Juan sind nach ihr benannt.
- Eine Grundschule in Chicago, Illinois, ist nach ihr benannt.[4]
- Roque wurde 2020 posthum zum Preisträger der National Women's History Alliance ernannt.[5]

## Veröffentlichungen (Auswahl)
- 1888: Elementos de geografía universal para la enseñanza primaria, elemental y superior. Humacao: Imprenta de Otero.
- 1889: Explicación de la gramática castellana. Humacao: n.p.
- 1894: Explicaciones de pedagogía. Humacao: Imprenta El Criterio.
- 1894: Flor sin alma. La ilustración Puertorriqueña.
- 1895: Pasatiempos. Humacao: n.p.
- 1895: Novelas y cuentos. Ponce: n.p.
- 1895: Sara la obrera y otros cuentos. Ponce: Imprenta Manuel López.
- 1903: Luz y sombra. Ponce: Tip. De Quintín Negrón Sanjurjo.
- 1908: Estudio sobre la flora puertorriqueña. Cuarto centenario de la colonización cristiana de Puerto Rico. San Juan: Tipografía Boletín Mercantil.
- 1917: Apreciaciones falsas. La mujer del siglo XX.
- 1917: Via-Crucis. La mujer del siglo XX.
- 1919: Un ruso en Puerto Rico. Ponce: Imprenta Manuel López.
- 1929: A la mujer puertorriqueña. Revista de la asociación de mujeres graduadas de la UPR 4.1, S. 20–21.
- 1933: A las mujeres puertorriqueñas: aclaraciones. MS. Colección de manuscritos de Ana Roqué de Duprey. Puerto Rico: Biblioteca digital puertorriqueña, Universidad de Puerto Rico.